# Rik Boel
Henri „Rik” Joseph Boel (ur. 5 września 1931 w Tienen, zm. 13 listopada 2020 tamże) – belgijski polityk, samorządowiec i prawnik, parlamentarzysta krajowy, burmistrz Tienen. W latach 1977–1979 minister spraw wewnętrznych, w latach 1979–1981 szef Rady Flamandzkiej, sędzia Sądu Konstytucyjnego.

## Życiorys
Syn urzędnika. W 1954 ukończył prawo na Katolickim Uniwersytecie w Lowanium, uzyskując doktorat. W latach 1954–1986 praktykował jako adwokat, początkowo pod kierunkiem Franza Tielemansa (także socjalistycznego polityka i burmistrza Tienen).
Zaangażował się w działalność polityczną w ramach Belgijskiej Partii Socjalistycznej. W latach 1959–1977 i 1979–1986 zasiadał w radzie miejskiej Tienen, pełnił funkcję burmistrza miasta w latach 1964–1976 i 1983–1986. Od 1965 do 1981 przez sześć kadencji był członkiem Izby Reprezentantów, następnie do 1986 należał do Senatu. Od czerwca 1977 do kwietnia 1979 zajmował stanowisko ministra spraw wewnętrznych. Jednocześnie od 1971 zasiadał w radzie kulturowej Wspólnoty Flamandzkiej (w 1980 przekształconej w Radę Flamandzką), od 1979 do 1981 kierując jej pracami.
W 1986 został wybrany sędzią Sądu Konstytucyjnego (Grondwettelijk Hof), w związku z czym zrezygnował ze wszystkich funkcji politycznych. Od marca do września 2001 kierował w jego ramach grupą niderlandzkojęzyczną, w tym samym roku przeszedł na emeryturę w związku z ukończeniem 70 lat.